# Viaduc de la Poterie
Cet article fait partie d'un « bon thème » labellisé en 2025.
Le viaduc de la Poterie ou viaduc Sud est un ouvrage d'art ferroviaire de type pont à poutres situé dans le département français d'Ille-et-Vilaine en région Bretagne. Il franchit la voirie communale située dans le quartier de la Poterie. Mis en service le 15 mars 2002, le viaduc est emprunté par les rames de la ligne A du métro de Rennes.
La longueur totale de l'ouvrage est de 450 m. Dessiné par Norman Foster, il est constitué de deux tabliers en béton reposant sur des piles en acier, comme pour son jumeau le viaduc de Pontchaillou. Il a la particularité de compter une station de métro, le terminus La Poterie. Dans les plans initiaux de la ligne A, il devait mesurer près de 3 km de long.

## Situation
Le viaduc, parfois dénommé viaduc Sud, se situe entre la station Le Blosne et le viaduc de franchissement de la rocade qui donne accès au garage-atelier de Chantepie. En raison de sa longueur, une station aérienne est située sur l'ouvrage, La Poterie, le terminus sud de la ligne A.
Le viaduc ne franchit que des rues et des avenues en suivant successivement d'ouest en est l'avenue des Hautes-Ourmes puis la rue Émile-Littré avant de traverser le parc relais. Aux extrémités du viaduc, la ligne plonge sous terre à l'ouest via une trémie côté Blosne, juste avant le croisement entre les avenues des Hautes-Ourmes et de Pologne et côté est (en direction du garage-atelier) il rejoint un remblai entre le parc relais et le stade voisin.

## Caractéristiques techniques
Le viaduc, d'une longueur de 450 mètres a été dessiné par Norman Foster dont 253 m parcourus en service commercial et construit par les entreprises GTB et Quille,.
Les deux tabliers en béton précontraint formant un ouvrage large de 6,30 m sont soutenus par dix piles métalliques en forme de « V » ou de « Papillons », plus les deux piles soutenant aussi la station, jumelles de celles du viaduc de Pontchaillou du même architecte sur lesquelles le tablier s'appuie via quatre points d'ancrage ; la station de métro La Poterie vient englober l'ouvrage mais reste distincte structurellement,. La portée est de 40 mètres entre chaque béquilles,,. La hauteur de l'ouvrage atteint 7,70 mètres au niveau de la station La Poterie.

## Histoire

### Un ouvrage remanié
Dans les plans initiaux, cet ouvrage aurait dû mesurer près de 3 km et débuter au niveau de la station Clemenceau,. La forte contestation des riverains des rues d'Espagne et de Suisse et dans une moindre mesure ceux des boulevards de Yougoslavie et des Hautes-Ourmes poussent le SITCAR en mai 1990, confirmé par le vote du 7 juin suivant à réduire l'ouvrage à sa seule section de l'avenue des Hautes-Ourmes, à construire la ligne en tranchée couverte et à prendre en compte la liaison avec le garage-atelier repositionné à Chantepie,,,.

### Construction
L'ouvrage a été construit en même temps que la ligne A du métro de Rennes. Les premières piles, ou « béquilles » de l'ouvrage ont été posées en août 1998 puis se sont succédé au rythme d'une béquille tous les 15 jours,,. Le tablier est ensuite construit en plusieurs sections par coulage de béton dans un coffrage en bois.
Le coût total de l'ouvrage est inconnu, il s'inscrit dans un budget de génie civil estimé de 221 millions d'euros pour l'ensemble de la ligne A, selon les estimations de janvier 1995,.

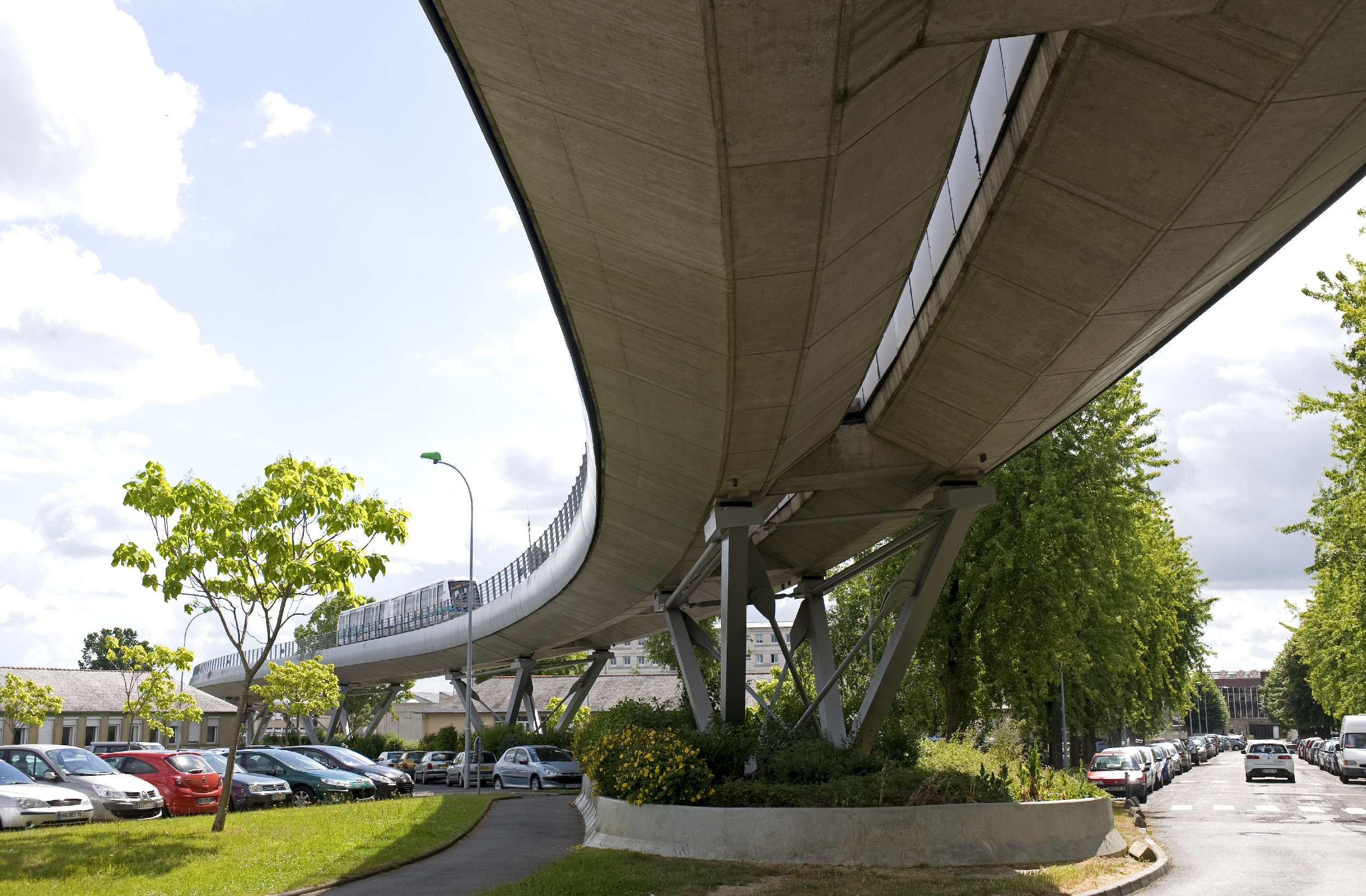
L'ouvrage est jumeau du viaduc de Pontchaillou (en photo).
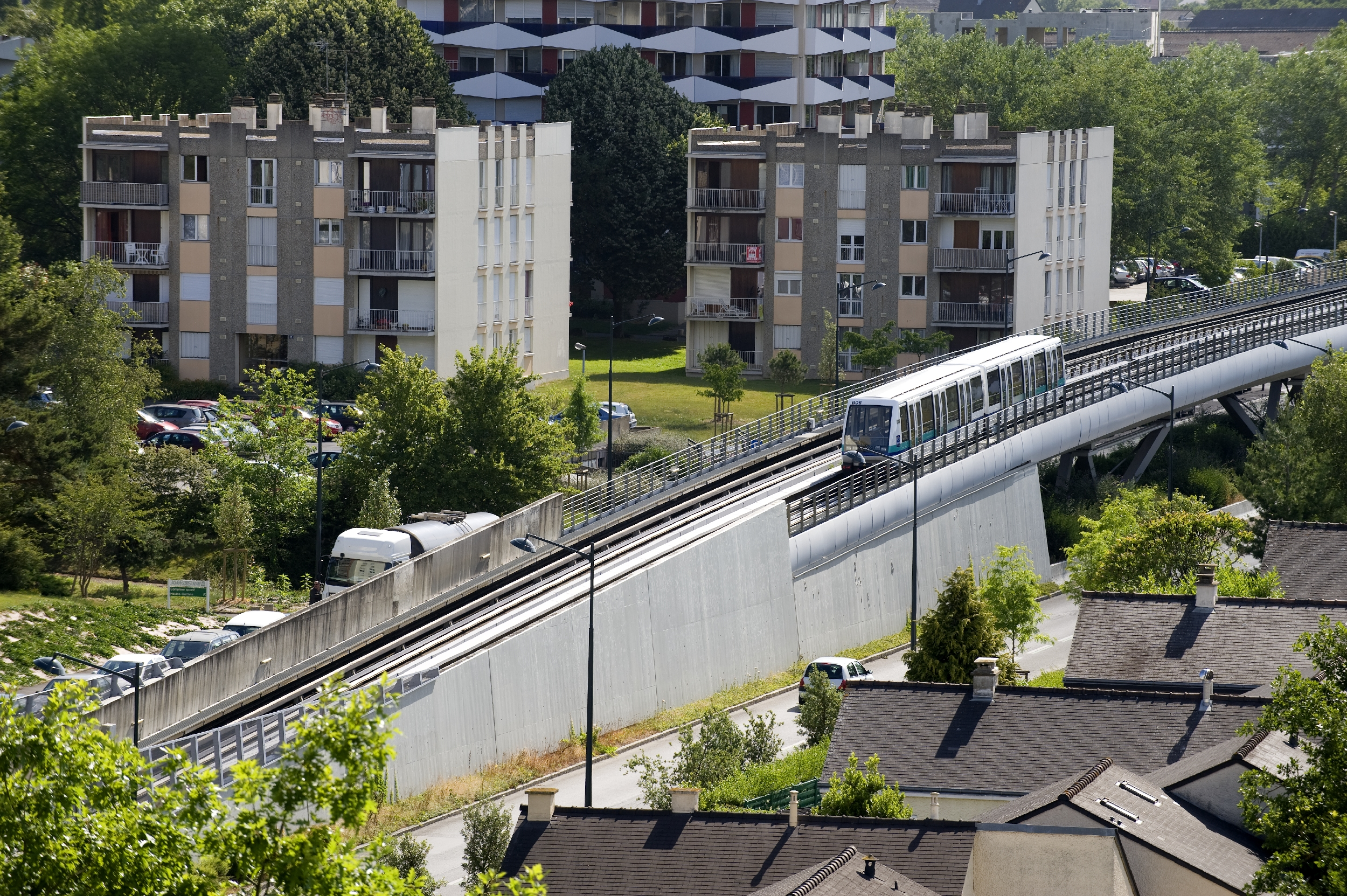
L'ouvrage de raccordement entre le viaduc et le tunnel.

### Acteurs du chantier
La maitrise d'ouvrage est assurée par la SEMTCAR par délégation de Rennes Métropole et la maitrise d'œuvre par Systra, Ingérop et EEG-Simecsol.
Il est dessiné par Norman Foster et construit par GTB et Quille,.